# Flexum
Un flexum ou flessum est une perte de mobilité, permanente, ou ponctuelle  d'une articulation qui s'enraidit en flexion. Cela peut survenir à la suite d'une hémorragie articulaire (hémarthrose) de l’extension.
Il n'est pas rare qu'apparaisse un flexum de hanche à la suite d'une blessure à ce niveau. En effet, le patient pourrait ressentir de la douleur et se positionner en position antalgique ou de protection (en flexion de hanche) durant une longue période. Un flexum de hanche peut aussi être secondaire à l'arthrose et à des mouvements répétitifs.
Dans ces cas, il est possible d'observer une rétraction d'un ou de plusieurs éléments parmi les suivants: psoas iliaque, droit fémoral, tenseur du fascia lata (TFL) et capsule postérieure.
Certains tests permettent d'objectiver et de qualifier les rétractions. Le test de Thomas sert à évaluer le TFL et le psoas iliaque. Le test d'Ély sert à mesurer la souplesse du droit fémoral.
Dans le cas de rétraction de la capsule, les mouvements à la hanche seront diminués selon le patron capsulaire RI>FLX>ABD>EXT.Les SFM seront capsulaires, vides ou os-à-os.  Différentes méthodes peuvent aider à redonner une certaine souplesse à la capsule, telles que les tractions et les mobilisations.

## Source
- Encyclopédie médico-chirurgicale : kinésithérapie et rééducation fonctionnelle. Paris : Éditions techniques. 19- . 4 vol., p. 9